# マダラトビエイ
マダラトビエイ (Aetobatus ocellatus) は、軟骨魚綱トビエイ目マダラトビエイ科マダラトビエイ属に分類されるエイ。準絶滅危惧種である。

## 分布
主にインド洋、太平洋中部・西部に分布すると考えられている

## 分類
以前はA. narinariに含まれていたが、2010年頃に形態や分子系統解析から、狭義のA. narinariは大西洋のみに分布する種とされ分割する説が提唱された。
1790年、スウェーデンの植物学者Bengt Anders EuphrasénにRaja narinariとして記載された。標本は彼がアンティル諸島へ旅した時に入手したものだが、出所は未確定である(おそらくブラジル沿岸)。その後Stoasodon属に移された。現在では古代ギリシャ語aetos(鷲)、batis(エイ)に由来するAetobatus属に置かれている。

## 形態
体盤幅は1.5m。体は平たく、背面は濃紺から黒に白い斑点が散らばり、腹面は白。アヒルの嘴にも似た平たい吻がある。尾はかなり長く、腹鰭の直後に2-6本の毒棘がある。体盤は左右に長く翼状、鰓裂は5対で小さい。

## 生態
妊娠期間は12か月。1 - 4匹の稚魚を産む。
一匹から数匹の雄が雌を追い回し、背面に上顎を引っ掛ける。雄はどちらかの胸鰭上に移動し、左右に回りながら雌の腹側に回りこもうとする。その後胸鰭に上顎を引っ掛けたまま腹面同士を接触させ、クラスパーを挿入する。交尾は30–90秒続く。
卵胎生であり、卵は母体内で孵化した後卵黄で育つ。出生時の仔魚は体幅170-350mm。
主に二枚貝・巻貝・甲殻類(特に軟甲綱)などの埋在動物を食べ、ヤドカリ・エビ・タコ・小魚 などが記録されている。
歯列はくの字型で、結合して1枚の板になっているほか、顎にも石灰化した支柱があり、これらは貝などの殻を砕くための適応である。エイでは珍しく、吻を用いて砂を掘って餌を探し、鰓穴から砂を排出する。オーストラリアと台湾での研究では、雌雄で摂餌行動に違いは見られなかった。
水温24-27℃を好む。行動は潮位に影響を受け、ある追跡調査では満潮時に活発になることが分かった。
"pelvic thrust"・"extreme pelvic thrust"・"dip"と呼ばれる特徴的な泳ぎ方がある。"pelvic thrust"は単独の時に行い、4-5回腹部だけを動かして加速する。"extreme pelvic thrust"は群れの時に行い、急激に腹部と胸鰭を動かして群れの上方に抜け出る。"dip"は急速に降下してから上昇する泳ぎ方で、付近にいる他の個体に影響をあたえるように見える。またジャンプもするが、それには2つのタイプがあり1つは水面から垂直に飛び出し、そのまま着水するパターン。もう1つは45°の角度で飛び出し複数回ジャンプするパターンである。摂餌は単独だが、休息時には3-16匹で群れを作る。
他の多くのエイのように、イタチザメ・レモンザメ・オオメジロザメ・ツマジロ・ヒラシュモクザメなどのサメに捕食される。サメがこの種を捕食するときは、海底に抑えつけてから頭部に噛み付く。ヒラシュモクザメに体盤を喰い千切られ泳げなくなった個体が観察されている。出産期に雌を追い回し、産まれた仔魚を捕食するサメも観察されている。

## 人間との関係
肉や軟骨が食用とされることもある。
漁業や混獲などにより生息数が減少していると考えられ、飼育施設での展示用の採集などによる影響も懸念されている。